# 635
| [ Edytuj tabelę ]          |                               |
| Cesarz Bizancjum           | - 610 Herakliusz 641          |
| Cesarz Chin                | - 626 Tang Taizong 649        |
| Król Essexu                | - 617 Sigeberht I Mały 653    |
| Król Franków               | - 632 Dagobert I 639          |
| Cesarz Japonii             | - 629 Jomei 641               |
| Kalif                      | - 634 Umar ibn al-Chattab 644 |
| Król Kentu                 | - 616 Eadbald 640             |
| Patriarcha Konstantynopola | - 610 Sergiusz I 638          |
| Władca Korei               | - 618 Yŏngnyu 642             |
| Król Longobardów           | - 626 Arioald 636             |
| Król Mercji                | - 626 Penda 655               |
| Król Nortumbrii            | - 634 Oswald 642              |
| Papież                     | - 625 Honoriusz I 638         |
| Król Persji                | - 632 Jezdegerd III 651       |
| Król Wizygotów             | - 631 Sisenand 636            |

Rok 635 / DCXXXV
stulecia: VI wiek ~
VII wiek ~
VIII wiek

lata: 625 «
630 «
631 «
632 «
633 «
634 «
635
» 636
» 637
» 638
» 639
» 640
» 645

## Wydarzenia
- 23 stycznia – kapitulacja bizantyjskiej Pelli (arab. Fihl) w Palestynie (dzisiaj w Jordanii).
- Chan bułgarski Kubrat utworzył w dorzeczu Dniestru państwo zwane Wielką Bułgarią

## Urodzili się
- 20 maja – K'inich Kan Bahlam II, majański władca miasta Palenque
- Li Tongxuan – chiński buddysta związany ze szkołą huayan (zm. 730)

## Zmarli
- Tang Gaozu, cesarz Chin, założyciel dynastii Tang (ur. 566)